# Liste der Bürger- und Oberbürgermeister von Cuxhaven
Die Liste der  Bürger- und Oberbürgermeister von Cuxhaven als Stadtoberhaupt ist seit 1907, als Cuxhaven Stadt wurde, vollständig. Cuxhaven ist mit 48.371 (2018) Einwohnern die Kreisstadt des deutschen Landkreises Cuxhaven.
 
Von 1907 bis 1937 (hamburgische Zeit) waren die Stadtoberhäupter Bürgermeister, danach Oberbürgermeister. Seit 1937 gibt es neben dem Oberbürgermeister die Bürgermeister als Stellvertreter.	Der Oberbürgermeister wurde bis 2019 für acht Jahre gewählt; seit 2000 hauptamtlich. Seine Hauptaufgaben sind die gesetzliche Vertretung der Stadt sowie seit 2000 die Leitung der Stadtverwaltung (von 1947 bis 2000 Aufgabe des Oberstadtdirektors).
Liste:
- 1907–1931: Max Bleicken (1869–1959) (DDP)
- 1931–1933: Werner Grube (DVP)
- 1933–0000: Baurat Johann Theodor Schätzler (kommissarisch) (NSDAP)
- 1933–1945: Wilhelm Klostermann (NSDAP)
- 1945–1946: Karl Stolte (FDP)
- 1946–1952: Karl Olfers (1888–1968) (SPD)
- 1952–1956: Heinz Wachtendorf (1908–2000) (parteilos), von 1956 bis 1968 Oberstadtdirektor
- 1956–0000: Bruno Duge (1884–1970) (Cuxhavener Gemeinschaft bzw. FDP)
- 1956–1966: Karl Olfers (SPD)
- 1966–1967: Heinz Diestel (SPD)
- 1967–1968: Werner Kammann (1919–1985) (SPD)
- 1968–1972: Hans-Joachim Wegener (1911–1993) (CDU), 1970–1978 Landtagsabgeordneter
- 1972–1976: Werner Kammann (SPD)
- 1981–1996: Albrecht Harten (1937–2017) (CDU)
- 1996–2000: Hans-Heinrich Eilers (SPD)
- 2000–2005: Helmut Heyne
- 2005–2011: Arno Stabbert (* 1956) (CDU)
- 2011–2019: Ulrich Getsch (* 1949) (parteilos)
- 2019–Dato: Uwe Santjer (* 1965) (SPD)